# Le Chevalier
Le Chevalier was een restaurant aan de Oude Delft in de stad Delft, in de Nederlandse provincie Zuid-Holland. Het restaurant had van 1980 tot en met 1987 een Michelinster. Chef-kok was Cees Helder.